# حصار واغنكرة
حِصَارُ واگِنْگِرَهْ هو حصار ضربته القوات المغوليَّة الهنديَّة على واغنكرة في 27 آذار (مارس) سنة 1704م وانتهى بانتصارٍ حاسم لِلمغول في 18 أيار (مايو) من نفس السَّنة. ويُعدُّ هذا الحدث آخر معركة شهِدها السُّلطان أورنكزيب عالمكير قُبيل وفاته. شارك في الحصار عدَّة من رجال الدَّولة والقادة اللَّامعين مثل ذو الفقار خان وآصف جاه قمر الدِّين.